# The Instigators
Pour plus de détails, voir Fiche technique et Distribution.
The Instigators est un film américain réalisé par Doug Liman et sorti en 2024.
Matt Damon incarne Rory, un père de famille qui enchaine les problèmes. Cela le mène à monter un braquage avec Cobby, incarné par Casey Affleck, ancien détenu qu'il a rencontré dans le cabinet de sa psychologue. Ils ciblent alors un homme politique véreux et corrompu. Après leurs méfaits, les deux hommes vont se retrouver traqués par les forces de l'ordre, par des mafieux, ainsi que par l'homme politique qui veut se venger.
Après une sortie limitée dans certaines salles américaines, le film est diffusé sur Apple TV+ dans le monde. Il reçoit des critiques plutôt mitigées.

## Synopsis
La ville de Boston est en pleine effervescence. Le maire sortant, le corrompu Joseph Miccelli, organise une fête au Wharf, s'attendant à un afflux massif de pots-de-vin. Deux criminels locaux, M. Besegai et Richie Dechico, prévoient de voler l'argent avant qu'il ne soit récupéré par fourgon blindé. Ils engagent leur subordonné Scalvo, ainsi que Rory (un ancien Marine divorcé) et Cobby Murphy, un ancien détenu alcoolique. Rory insiste pour recevoir une part de 32 480 $ et peine à expliquer ses motivations à sa thérapeute, le Dr Rivera, tandis que M. Kelly, le barman de Cobby, le met en garde contre tout retour à ses habitudes criminelles qui l'ont menées en prison par le passé.
Scalvo, Rory et Cobby s'introduisent par la cuisine de l'établissement. Les trois aspirants braqueurs, qui s'attendaient à la trouver vide, tombent sur une pièce pleine à craquer d'employés. Ils apprennent que c'est finalement  Mark Choi, l'opposant au maire sortant, qui a remporté l'élection. Miccelli refuse cependant de céder et d'accepter sa défaite. De plus, le coffre-fort du Wharf a déjà vidé plus tôt dans la soirée. En quittant les lieux, les trois braqueurs tombent sur Miccelli et son entourage dans les coulisses. Scalvo décide de les dévaliser pour avoir un semblant de butin. Il vole notamment une gourmette en or, un objet très sentimental pour le maire. Le chef de la police intervient et la tension monte : Scalvo et lui se tirent dessus et Cobby est blessé à l'épaule. Rory et lui parviennent à s'enfuir dans le fourgon blindé, qu'ils abandonnent ensuite après avoir découvert un garde supplémentaire à l'arrière du camion. Se cachant chez M. Kelly, Rory et Cobby demandent de l'aide à Dechico, mais celui-ci veut effacer ses traces. Il envoie deux petits voyous, Booch et Colani, pour les tuer.
De son côté, le maire Miccelli charge Francis "Frank" Toomey, officier de la Special Operation Unit, de récupérer le bracelet. L'objet est plus que sentimental car y est gravée la combinaison du coffre-fort de son bureau. Alors que Toomey interroge Dechico, Rory et Cobby font davantage connaissance. Rory confie à Cobby que sa part d'argent est destinée à se racheter auprès de son fils, dont il est séparé. Booch et Colani arrivent pour assassiner les deux voleurs, qui ont sectionné la conduite de gaz de la maison. Rory et Cobby s'échappent avec le bracelet alors que la maison explose. Booch et Colani s'en sortent cependant indemnes.
Rory amène Cobby chez le Dr Rivera, après qu'elle ait accepté de devenir otage. Ils soignent la blessure par balle de Cobby, mais sont contraints de fuir dans la voiture de Rivera après qu'elle a appelé la police. Toujours déterminée à aider Rory, Rivera les rejoint et ils survivent de justesse à une course-poursuite policière effrénée. En pénétrant dans le bar vide de M. Kelly, ils sont confrontés à Toomey, qui part avec Rivera et le bracelet. Encerclé par la police, Cobby coupe à nouveau la conduite de gaz et s'échappe avec Rory alors que le bar explose.
Cobby et Rory fuient ensuite en bus. Le premier veut partir pour Montréal alors que le second veut braquer une banque pour récolter la sommme initiale. Ayant mémorisé la combinaison de la gourmette, Cobby suggère de se rendre au bureau du maire. Déguisés en pompiers, ils déclenchent les alarmes incendie de l'hôtel de ville et s'y infiltrent, s'enfermant dans le bureau du maire avec son avocat et bras-droit, Alan Flynn. En ouvrant le coffre-fort de Miccelli, ils découvrent des millions de dollars en espèces — de l'argent illicite — tandis que Flynn propose de témoigner contre Miccelli, leur remettant deux disques durs contenant des preuves des méfaits du maire.
La police encercle l'hôtel de ville et ouvre le feu, blessant Cobby à nouveau à l'épaule. Envoyé négocier avec les voleurs, Rivera sort du bâtiment avec Flynn, tandis que Rory et Cobby poussent le coffre-fort par la fenêtre, entraînant la foule à l'extérieur pour récupérer l'argent. Dans le chaos, Rory et Cobby s'échappent à bord d'un camion de pompiers, mais sont bientôt confrontés à Toomey, au volant d'un véhicule blindé d'assaut. Ils lui proposent les clés en échange de leur libération, mais il les place en garde à vue.
Pendant ce temps, Besegai et Dechico s'enfuient dans une cabane et tentent de rejoindre la frontière canadienne à pied, tandis que Miccelli est arrêté à l'aéroport international Logan alors qu'il tentait de fuir l'État sous un déguisement. Choi prend ses fonctions et reçoit les clés USB, qui contiennent des informations bancaires d'une valeur de 100 millions de dollars en fonds intraçables. Comprenant qu'il peut garder l'argent pour lui tant qu'ils n'inculpent pas Cobby et Rory, Choi les libère, sous les auspices de son programme de réforme de la justice pénale « Second Chance ». Rory renoue avec son fils lors d'un match de hockey, tandis que Cobby rend visite à Rivera chez elle.
Scène de mi-générique
Besegai et Dechico sont retrouvés morts de froid dans la nature canadienne.

## Fiche technique
Sauf indication contraire, les informations mentionnées dans cette section peuvent être confirmées par les bases de données cinématographiques IMDb et Allociné,  présentes dans la section « Liens externes ».
- Titre original : The Instigators
- Réalisation : Doug Liman
- Scénario : Chuck Maclean et Casey Affleck
- Musique : Christophe Beck
- Décors : Greg Berry
- Costumes : Charlese Antoinette Jones
- Photographie : Henry Braham
- Montage : Saar Klein
- Production : Ben Affleck, Matt Damon, John Graham, Jeff Robinov, Kevin J. Walsh et Alison Winter

Production déléguée : Celia D. Costas et Kevin Halloran
- Sociétés de production : Apple Studios, Artists Equity, Studio 8 et The Walsh Company
- Société de distribution : Apple TV+
- Budget : N/A
- Pays de production :  États-Unis
- Langue originale : anglais
- Format : couleur
- Genre : casse, thriller, buddy movie, comédie
- Dates de sortie[1] :
  - États-Unis : 2 août 2024 (sortie limitée en salles)
  - Monde : 9 août 2024 (Apple TV+)

## Distribution
- Matt Damon (VF : Damien Boisseau ; VQ : Frédérik Zacharek) : Rory
- Casey Affleck (VF : Donald Reignoux ; VQ : Daniel Picard) : Cobby
- Hong Chau (VF : Yumi Fujimori ; VQ : Aline Pinsonneault) : Dr Donna Rivera, la psychologue
- Paul Walter Hauser (VF : Christophe Lemoine ; VQ : Sébastien Dhavernas) : Booch
- Michael Stuhlbarg (VF : Pierre-François Pistorio ; VQ : Jacques Lavallée) : M. Besegai
- Ving Rhames (VF : Saïd Amadis ; VQ : Louis-Philippe Dandenault) : Frank Toomey
- Alfred Molina (VF : Gabriel Le Doze ; VQ : Tristan Harvey) : Richie Dechico
- Ron Perlman (VF : Frédéric Souterelle ; VQ : François L’Écuyer) : le maire Miccelli
- Jack Harlow (VF : Clément Moreau ; VQ : Benoît Brière) : Scalvo
- Toby Jones (VF : Franck Capillery ; VQ : Maël Davan-Soulas) : Alan Flynn
- André De Shields (en) : M. Kelly
- Toby Onwumere : John Wayne
- Rob Gronkowski : lui-même

 Source et légende : version française (VF) sur RS Doublage

## Production

### Genèse et développement
En décembre 2022, il est annoncé qu'Apple TV+ a acquis les droits d'un projet de film réalisé par Doug Liman avec Matt Damon et Casey Affleck en tête d'affiche. Matt Damon, qui avait tourné La Mémoire dans la peau (2002) sous la direction de Doug Liman, participe également à la production du film avec Ben Affleck via leur société Artists Equity. En février 2023, l'actrice Hong Chau rejoint également la distribution, tout comme Paul Walter Hauser, Michael Stuhlbarg, Ving Rhames, Alfred Molina ou encore Ron Perlman le mois suivant,,. Jack Harlow rejoint le film en avril.
Casey Affleck, qui explique avoir « toujours voulu faire un buddy movie » cite comme influences Midnight Run (1988) ou Butch Cassidy et le Kid (1969).

### Tournage
Le tournage débute à Boston en mars 2023. L'équipe tourne notamment dans le quartier de North End. Les prises de vues ont également lieu à New York.

## Sortie et accueil

### Dates de sortie
The Instigators connait une sortie limitée dans certains cinémas américains le 2 août 2024, avant sa diffusion mondiale sur Apple TV+ dès le 9 août 2024.

### Critique
Sur le site d'agrégation de critiques Rotten Tomatoes, le film obtient 41% d'avis favorables, pour 157 critiques. Le consensus suivant résumé les avis collectés : « L'alchimie entre les idiots Casey Affleck et Matt Damon offre un certain charme, mais ce film décontracté s'effondre en raison d'un manque d'intrigue et de dynamisme. » Sur le site Metacritic, qui utilise une moyenne pondérée, le film obtient la note de 48⁄100 pour 38 critiques.